# Ismail Kadaré
Ismaíl Kadaré (Gjirokastra, Albania; 28 de enero de 1936 – Tirana, 1 de julio de 2024) fue un escritor albanés, galardonado con el Premio Booker Internacional y el Príncipe de Asturias de las Letras.
Las condiciones en las que Kadaré vivió y publicó algunas de sus obras no eran comparables con las reinantes en otros países comunistas europeos, donde se toleraba al menos cierto nivel de disidencia pública. Más bien, la situación en Albania era comparable a la de Corea del Norte, o a la Unión Soviética bajo Stalin. A pesar de todo esto, Kadaré aprovechó cualquier oportunidad para atacar al régimen en sus obras, mediante alegorías políticas.

## Biografía
Nacido en Gjirokastra —también llamada Argirocastro, una ciudad-museo montañesa al sur de Albania, en el interior, capital de la antigua región del Epiro—, su familia, de modestos funcionarios, era musulmana laica, de la secta heterodoxa y liberal de los bektashi. Su padre Halit Kadare, un empleado de la oficina de correos, fue muy conservador, pero sus tíos, muy cultos y poseedores de una gran biblioteca, se adhirieron al comunismo; vivió de niño la Segunda Guerra Mundial, en la que su ciudad natal fue sucesivamente ocupada por italianos, griegos, fuerzas reaccionarias albanesas y los nazis alemanes. Finalmente fue liberada por los partisanos albaneses. Su madre, Hatixhe Dobi, era una ama de casa. Asistió a escuelas primarias y secundarias de su ciudad natal y siguió Lenguas y Literatura en la Facultad de Historia y Filología de la Universidad de Tirana, donde recibió en 1956 un diploma de maestro. Estos acontecimientos ha sido narrados— o ha aludido a ellos— en varias de sus obras. Estudió también en el Instituto de Literatura Maksim Gorki de Moscú, hasta 1960.
Ese mismo año, tras la ruptura de relaciones entre Albania y la Unión Soviética, regresó a su país donde ejerció el periodismo en diversos diarios y en suplementos culturales; fue editor en jefe del periódico en lengua francesa Les Lettres Albanaises. 
En esa época publicó sus primeras poesías, influidas por el poeta albanés Lasgush Poradeci. Durante un viaje a Praga, pensó en exiliarse, pero se arrepintió a última hora. Con su primera novela, El general del ejército muerto, escrita a los veintisiete años y publicada en 1963, consiguió reconocimiento dentro y fuera de su país como uno de los escritores de mayor talento. Desde entonces ha publicado regularmente numerosos títulos que lo han convertido en uno de los escritores europeos más importantes del siglo XX. Entre estos destacan El Palacio de los Sueños, Abril quebrado, El monstruo o Los tambores de la lluvia. Su obra ha sido traducida a más de 45 idiomas.
En 1981 publicó El palacio de los sueños, una novela antitotalitaria escrita y publicada en el corazón de un país totalitario. La novela fue prohibida.
En 1990, Kadaré solicitó asilo en Francia, afirmando que «las dictaduras y la literatura auténtica son incompatibles... Un escritor es el enemigo natural de una dictadura». Kadaré regresó a su patria en 1999.
Kadaré ha sido probablemente el intelectual más importante de Albania y uno de los más activos en Europa; defendió la intervención de la OTAN en la guerra de Kosovo para detener a los serbios y su compromiso desempeñó un destacado papel en el esclarecimiento internacional del drama de los albaneses de Kosovo.  Estuvo casado y fue padre de una bióloga e investigadora, Gressa.
Candidato varias veces al Premio Nobel, Kadaré recibió en 2005 el primer Booker Internacional. En 1992 fue uno de los finalistas para el Grinzane Cavour, uno de los más prestigiosos en Italia, con su obra Crónica de piedra. El 6 de mayo de 1996 fue elegido miembro asociado extranjero de la Academia de las Ciencias Morales y Políticas de París, donde el 28 de octubre ocupó el sillón de Karl Popper. Es miembro de la Academia de las Artes de Berlín y de la Legión de Honor. En 2009 obtuvo el Premio Príncipe de Asturias de las Letras en 2009, entregado el 23 de octubre de ese año y en 2015, el Jerusalén.

## Obra
En El general del ejército muerto (1963) —novela adaptada al cine 20 años más tarde por el director italiano Luciano Tovoli—, se cuenta la historia de dos militares italianos comisionados para devolver a su patria los restos de los soldados enterrados en Albania durante la Segunda Guerra Mundial. Dasma (La boda, 1968) y Kështjella (El cerco, 1970), reflejan la época turbulenta e insegura que vivió la población albanesa. Kronikë në gur (Crónica de piedra, 1971) es un relato sobre la hermosa ciudad de Argirocastra, donde el escritor nació poco antes de que el país fuera ocupado por la Italia fascista. También Noviembre de una capital revive la ocupación de Albania que vivió de pequeño. En El Palacio de los Sueños (1981), considerada por muchos como su obra maestra, denunció el régimen burocrático y autoritario albanés fabulando una parábola kafkiana sobre un ministerio cuya función era recoger, estudiar, catalogar y clasificar sueños en función de su peligrosidad. 
Tras la llegada de la democracia, vino el desencanto que supuso la instalación del capitalismo en su país, un asunto al que dedicó Frías flores de marzo. En La pirámide, bajo la apariencia de una novela histórica ambientada en el Antiguo Egipto encubre otra parábola kafkiana sobre el sentido de la vida. Los tambores de la lluvia (1970, publicada en España en 1984) es otra novela histórica: ambientada en el siglo XV, narra el asedio que sufre una ciudadela albanesa por parte de los turcos otomanos cuando estos, en el apogeo de su poder, intentaban conquistar Albania, sublevada bajo el caudillaje de Jorge Kastriota «Skanderbeg». Tres cantos fúnebres por Kosovo es un libro fundamental para comprender el drama que se ha padecido en los Balcanes.
Otras obras suyas son El largo invierno (1977), Viaje nupcial (en el original albanés se titula ¿Quién se ha llevado a Doruntina?, 1980), Abril quebrado (1980). En esta última trata el tema de las vendettas o venganzas por honor, fundadas en Albania en el kanun, un antiguo código de honor; es tema que se repite en varias de sus obras. De 1980 es también El año negro, publicada en España en 1996. Entre las otras novelas disponibles en español pueden citarse El cortejo nupcial helado en la nieve (1986), Frente al espejo de una mujer (volumen compuesto por tres nouvelles: El jinete con halcón, La historia de la Liga Albanesa de Escritores frente al espejo de una mujer y El vuelo de la cigüeña); Vida, representación y muerte de Lul Mazreku (2002), La hija de Agamenón y El sucesor (2003), dos novelas cortas escritas con un intervalo de veinte años pero publicadas al mismo tiempo, donde en clave de intriga y con elementos líricos y humor negro entrelaza, como suele hacer en toda su obra, lo real con lo onírico y la historia oficial con la alegoría, sobre un fondo en el que se entrecruzan los mitos y las tragedias clásicas griegas con las legendarias tradiciones balcánicas.
Kadaré plantea interrogantes sobre las leyendas e historia de Albania. Su universo está lleno de mitos, y asume la rica tradición literaria de escritores como Homero, Esquilo, Shakespeare, Cervantes o Gógol.

## Libros
(Cuando el título va traducido entre paréntesis con comillas simples significa que aún no ha sido publicado en español)
- Qyteti pa reklama, novela, 1959 ("La ciudad sin anuncios")
- Gjenerali i Ushtrisë së vdekur, novela, 1963 — El general del ejército muerto, la primera edición española fue la de Plaza & Janés, Barcelona, 1973; después ha habido otras: VOSA, 1987; Anaya & Mario Muchnik, 1991; la última es la Alianza Editorial; trad.: Ramón Sánchez Lizarralde
- Përbindëshi, novela, 1965 — El monstruo
- Dasma, novelan 1967 ("La boda")
- Kështjella, novela, 1970 — El cerco, Destino, Barcelona, 1974
- Kronikë në gur, novela, 1971 — Crónica de la ciudad de piedra, Alianza, Madrid, 2007
- Dimri i vetmisë së madhe, novela, 1973 — El gran invierno, VOSA, Madrid 1991
- Nëntori i një kryeqyteti, novela, 1974 — Noviembre de una capital, Galaxia Gutenberg / Círculo de Lectores, Barcelona, 2011
- Muzgu i perëndive të stepës, novela, 1978 — El ocaso de los dioses de la estepa, trad.: Ramón Sánchez Lizarralde; Alianza, Madrid, 2009
- Ura me tri harqe, novela, 1978 — El puente de tres arcos, Ediciones Libertarias,  Madrid, 1989
- Kamarja e turpit, novela, 1978 — El nicho de la vergüenza, trad.: Ramón Sánchez Lizarralde; Alianza, Madrid, 2001
- Prill i thyer, novela, 1978 — Abril quebrado, trad.: Ramón Sánchez Lizarralde; Muchnik Editores, Barcelona, 1990, Alianza, Madrid, 2001
- Komisioni i festës, novela, 1978 ("La comisión de fiestas")
- Kush e solli Doruntinën, novela, 1979 — El viaje nupcial, trad.: Ramón Sánchez Lizarralde; Ediciones B, Barcelona, 1990
- Nëpunësi i Pallati it të Endrrave, novela, 1981 — El Palacio de los Sueños, Anaya & Mario Muchnik, Madrid, 1994; Cátedra, Madrid, 1999; Alianza, Madrid, 2007
- Dosja H, novela, 1981 — El expediente H., Alianza, Madrid, 2001
- Pasha llë quet e mêdha, novela, 1984 - El nicho de la vergüenza, trad.: Ramón Sánchez Lizarralde; Muchnik Editores, Barcelona, 1989.
- Nata me hënë, novela, 1985 ("La noche con luna")
- Krushqit janë të ngrirë, novela, 1986 — El cortejo nupcial helado en la nieve, trad.: Ramón Sánchez Lizarralde; Alianza, Madrid, 2001
- Viti i mbrapshtë, novela, 1986 — El año negro, Anaya & Mario Muchnik, Madrid, 1994; Alianza, Madrid, 2001
- Koncert në fund të dimrit, novela, 1988 — El concierto; trad.: Ramón Sánchez Lizarralde (obtuvo el Premio Nacional a la mejor traducción); Anaya & Mario Muchnik, Madrid, 1992
- Qorrfermani, novela breve, 1991 (escrita en 1984) — El firmán de la ceguera, Anaya & Mario Muchnik, Madrid, 1994
- Piramida, novela, 1992 — La pirámide, Anaya & Mario Muchnik, Madrid, 1994
- Hija, novela, 1994 ("La sombra" escrita en lo años 1984-86, fue sacada de contrabando fuera de Albania en aquella década y publicada en 1994 en francés, antes que en el original albanés)
- Shkaba, novela, 1995 ("El aguila")
- Spiritus, novela, 1996 — Spiritus. Novela con caos, revelación y vestigios, Alianza, Madrid, 2000
- Tri Këngë zie për Kosovën, 1998 — Tres cantos fúnebres por Kosovo, Alianza, Madrid, 1999
- Lulet e ftohta të marsit, novela, 2000 — Frías flores de marzo, trad.: Ramón Sánchez Lizarralde; Alianza, Madrid, 2001
- Përballë pasqyrës së një gruaje, nouvelles, 2001 — Frente al espejo de una mujer (volumen compuesto por El jinete con halcón, La historia de la Liga Albanesa de Escritores frente al espejo de una mujer y El vuelo de la cigüeña),  trad.: Ramón Sánchez Lizarralde; Alianza, Madrid, 2009
- Jeta, loja dhe vdekja e Lul Mazrekut, novela, 2002 — Vida, representación y muerte de Lul Mazrek, Alianza, Madrid, 2005
- Vajza e Agamemnonit, novela corta, 2003 — La hija de Agamenón (publicada junto con otra novela corta, El sucesor), trad.: Ramón Sánchez Lizarralde; Alianza, Madrid, 2007
- Pasardhësi, novela corta, 2003 — El sucesor (publicada junto con otra novela corta, La hija de Agamenón), trad.: Ramón Sánchez Lizarralde; Alianza, Madrid, 2007
- Çështje të marrëzisë, novela, 2005 — Cuestión de locura, Alianza, Madrid, 2008
- Aksidenti, 2008 — El accidente, Alianza, Madrid, 2009
- Darka e gabuar, 2008 — La cena equivocada, Alianza, Madrid, 2011
- E penguara: Rekuiem për Linda B.,  2009 — Réquiem por Linda B.,  Alianza, Madrid, 2012
- Bisedë për brilantet në pasditen e dhjetorit, 11 relatos, 2013 — La provocación; trad.: María Esperanza Roces González y Ramón Sánchez Lizarralde, Alianza, Madrid, 2014. Contiene:
  - «La provocación», «La lectura de Hamlet», «Conversación sobre brillantes en una tarde de diciembre» (el título de este relato es el que lleva volumen en albanés); «El informe secreto», «El expediente de Orfeo», «Las nupcias de la serpiente», «El último invierno del asesino», «Para olvidar a una mujer», «La muerte de una mujer rusa», «Díptico sobre la gran muralla china» y «En tierra desconocida»
- Mëngjeset në Kafe Rostand, motive të Parisit, ensayos, 2014 — Las mañana del café Rostand, trad.: María Esperanza Roces González; Alianza, Madrid, 2018
- Mjegullat e Tiranës, novela, 2014 ("Las nieblas de Tirana"; escrita en 1958)
- Kukulla, novela, 2015 — La muñeca, Alianza, Madrid, 2016
- Koha e dashurisë, nouvelle, 2015 ("El tiempo del amor")
- Kur sunduesit grinden, 2018
- Tres minutos. Sobre el misterio de la llamada de Stalin a Pasternak, 2023

## Libros sobre Kadaré
- José Carlos Rodrigo Breto. Ismaíl Kadaré y la gran estratagema. Reflejos literarios del totalitarismo, tesis doctoral, 2015; Ediciones del Subsuelo publicó en 2018 Ismaíl Kadaré: la gran estratagema, basado en esa tesis.[4]
- Peter Morgan. Kadare: The Writer and the Dictatorship, 1957-1990, London, 2010
- Moisés Mori. Voces de Albania: lectura en falso de Ismaíl Kadaré, Losada, 2006.